# Fame (Irene Cara)
Fame è un singolo della cantante statunitense Irene Cara, pubblicato nel maggio 1980 come primo estratto dalla colonna sonora del film Saranno famosi.

## Descrizione
Fame ottenne un notevole successo e fu utilizzata nella colonna sonora del film Saranno famosi e della relativa serie televisiva Saranno famosi. La canzone fu cantata da Irene Cara, che nel film interpretava il ruolo di Coco Hernandez. Per la versione televisiva il brano fu reinterpretato da Erica Gimpel, dato che la Cara non vi prese parte. Il brano vinse l'Oscar per la migliore canzone ed il Golden Globe.

## Tracce
Testi di Dean Pitchford, musiche di Michael Gore.
1. Irene Cara – Fame – 3:48
2. Contemporary Gospel Chorus, The High School of Music and Art – Never Alone – 3:21

## Cover e in altri media
Nel 2005 Kristen Bell, attrice protagonista della serie TV Veronica Mars ha interpretato Fame nel corso della cerimonia per l'assegnazione degli Emmy Awards. La canzone è stata registrata anche dal duo J-pop giapponese Pink Lady e dalla girl band Girls Aloud, come parte di un medley comprendente anche Flashdance... What a Feeling e Footloose.
Considerando il contenuto del testo, il brano si è sempre prestato ad essere utilizzato nel corso dei vari talent show in onda in tutto il mondo come Fame (reality show omonimo della serie televisiva) o Star Academy. In Italia Fame fu utilizzata come sigla di apertura della fase serale della prima stagione di Amici di Maria De Filippi, che in quel periodo si chiamava proprio Saranno famosi.
Nel 2009 il brano è stato reinterpretato da Naturi Naughton per la colonna sonora del film Fame - Saranno famosi, remake del film del 1980.

## Successo commerciale
Fame raggiunse la quarta posizione della Billboard Hot 100 nel settembre 1980, posizionandosi inoltre al primo posto della Hot Dance Club Play per una settimana. La canzone non fu pubblicata nel Regno Unito prima del 1982, cioè in occasione della prima trasmissione della serie televisiva, arrivando in seguito anche alla prima posizione della Official Singles Chart, dove rimase per tre settimane.

## Classifiche

### Classifiche settimanali
| Classifica (1980-83) | Posizione massima |
| -------------------- | ----------------- |
| Australia            | 3                 |
| Belgio (Fiandre)     | 1                 |
| Canada               | 42                |
| Francia              | 5                 |
| Irlanda              | 1                 |
| Nuova Zelanda        | 1                 |
| Paesi Bassi          | 1                 |
| Regno Unito          | 1                 |
| Stati Uniti          | 4                 |
| Sudafrica            | 3                 |
| Svezia               | 3                 |

### Classifiche di fine anno
| Classifica (1980) | Posizione |
| ----------------- | --------- |
| Australia         | 29        |
| Stati Uniti       | 66        |
| Classifica (1982) | Posizione |
| Nuova Zelanda     | 11        |
| Regno Unito       | 2         |
| Classifica (1983) | Posizione |
| Paesi Bassi       | 2         |